# Tales of Xillia 2
Tales of Xillia 2 (テイルズ オブ エクシリア2?, Teiruzu obu Ekushiria 2) è un videogioco giapponese della Namco Bandai sequel di Tales of Xillia, quattordicesimo della serie Tales of. È stato pubblicato in Giappone l'11 novembre 2012 e in Europa il 22 agosto 2014. 

## Trama
Il sequel introduce Ludger Kresnik, un giovane ragazzo che vive a Trigleph insieme al fratello di madre diversa Julius e il gatto Rollo. Ludger non viene ammesso alla Spirius Corporation e si mette a lavorare come bistrot alla stazione centrale della città, dove casualmente incontra Jude Mathis e la bambina Elle Marta, fuggita nella città da dei terroristi volenti la morte del padre. Elle vuole andare a Canaan, una leggendaria terra narrata nei miti e nelle fiabe che si dice grazie al mago Kresnik riesca a esaudire qualunque desiderio. 
Ludger finisce per caso sul treno cerimoniale in pericolo a causa dei terroristi della Oscore, dove incontra di nuovo Jude e insieme a lui combatte Julius, in realtà un mostro traditore che tenta di uccidere il fratello, Elle e Jude. I tre vivono una grande avventura tutta casuale, piena di emozioni e azioni sbalorditive.